# Bowling Green State University

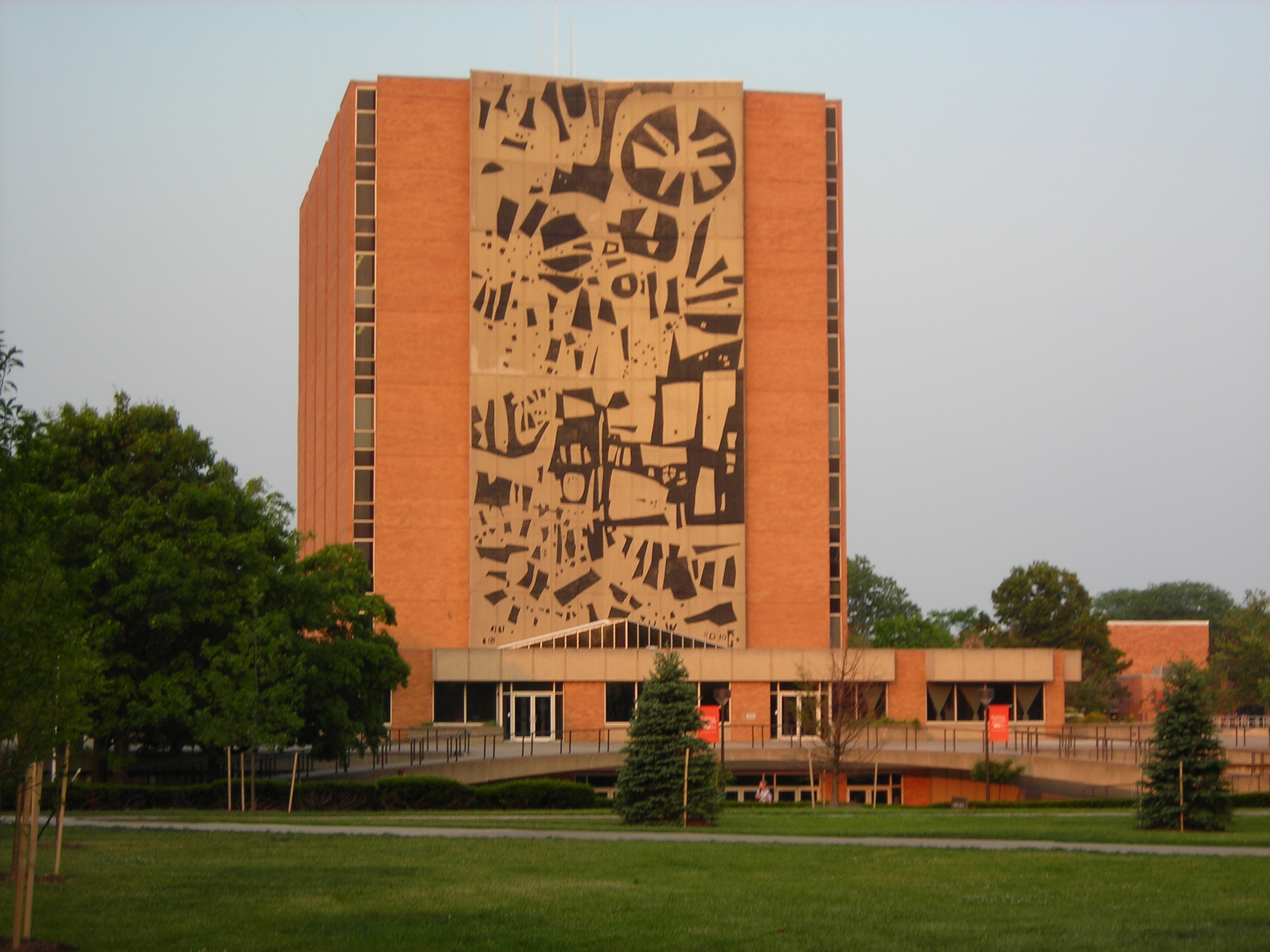
Jerome Library

Die Bowling Green State University (auch BG oder BGSU genannt) ist eine staatliche Universität in Bowling Green im US-Bundesstaat Ohio. Die Hochschule wurde 1910 gegründet. Im Herbst 2020 studierten hier 14.988 Studenten.

## Fakultäten
- Gesundheit und Human Services
- Geistes- und Naturwissenschaften
- Musikwissenschaften
- Pädagogik und Human Development
- Technologie
- Betriebswirtschaftslehre
- Mathematik
- Graduate College
- BGSU - Firelands College

## Sport
Die Sportteams der BGSU sind die Falcons. Die Hochschule ist Mitglied in der Mid-American Conference (Division East).

## Persönlichkeiten

### Professoren
- Jaak Panksepp (1943–2017), Psychologieprofessor von 1972 bis 1998

### Absolventen
Kultur und Unterhaltung
- Dorothy Gish, Schauspielerin
- Lillian Gish, Schauspielerin
- Robert Patrick, Schauspieler
- Eva Marie Saint, Schauspielerin

Sport
- Kevin Bieksa, Eishockeyspieler
- Rob Blake, Eishockeyspieler
- Ryan Carpenter, Eishockeyspieler
- Antonio Daniels, Basketballspieler
- David Ellett, Eishockeyspieler
- Garry Galley, Eishockeyspieler
- Mike Liut, Eishockeyspieler
- Ken Russell, American-Football-Spieler
- Kevin Schmidt, Eishockeyspieler
- Nate Thurmond, Basketballspieler
- Dave Wottle, Olympiasieger